# Abdelmalek Ziaya
Abdelmalek Ziaya (arabisch عبد المالك زياية; * 23. Januar 1984 in Guelma) ist ein ehemaliger algerischer Fußballspieler.

## Karriere

### Verein
Abdelmalek Ziaya spielte von 2002 bis 2005 beim unterklassigen Verein ES Guelma. 2005 wechselte er zum Erstligisten ES Sétif. Dort konnte er sich auf Anhieb einen Stammplatz erarbeiten und spielte beim Gewinn der Arab Champions League 2006/07 eine wichtige Rolle. Er erzielte in der zweiten Runde gegen Al-Ittihad Dschidda, sowie in der Gruppenphase gegen al-Nasr FC einen Treffer. Ein Jahr später traf er gegen Al-Wahda im Sechzehntelfinale. Am 26. Dezember 2009 wurde bekannt, dass Ziaya an den französischen Verein FC Sochaux ausgeliehen wird, mit einer Kaufoption. Doch nur vier Tage später gab der Präsident des ES Sétif bekannt, dass er doch nicht nach Frankreich wechseln wird, allerdings stünde der Verein in Verhandlungen mit Al-Ittihad Dschidda aus Saudi-Arabien.
Am 6. Januar 2010 wechselte Abdelmalek Ziaya für umgerechnet zwei Millionen Euro nach Saudi-Arabien zu Al-Ittihad Dschidda, wo er einen Zweijahresvertrag unterschrieb. In seinem ersten Freundschaftsspiel traf er beim 4:1-Sieg über Al-Ettifaq doppelt. Am 23. Februar gab er sein offizielles Debüt, als er bei der 0:3-Niederlage über die usbekische Mannschaft Bunyodkor Taschkent in der AFC Champions League 2010 zum Einsatz kam. Sein erstes Tor in der AFC Champions League erzielte er am 8. März gegen den iranischen Vertreter Zob Ahan Isfahan in der 16. Minute zum zwischenzeitlichen 1:0-Führungstreffer. Das Spiel endete 2:2-Unentschieden. In seinem ersten Ligaspiel am 14. März gegen Al-Ahli Dschidda gab er die Vorlage zum Siegtor.
Am 29. Juni 2012 unterschrieb er einen Zwei-Jahres-Vertrag beim tunesischen Verein Club Athlétique Bizertin. Am 1. August kam Ziaya gegen Espérance Sportive de Zarzis zu seinem Ligaspieldebüt und erzielte auch gleich seinen ersten Saisontreffer. Doch nach nur elf Ligaspielen und vier Toren, wechselte er am 6. Januar 2013 zum USM Algier. Dort absolvierte er in der Spielzeit 2012/13 lediglich neun Ligaspiele und erzielte einen Treffer, in der Folgesaison traf er immerhin fünf Mal in 16 Spielen.
Zur Saison 2014/15 kehrte Ziaya wieder zu ES Sétif zurück. Nach drei weiteren Stationen beendete er 2019 bei USM Annaba seine aktive Karriere.

### Nationalmannschaft
Nach einem sehr guten Jahr 2009, mit 15 Toren aus 13 Spielen beim CAF Confederation Cup und acht Saisontoren in der Hinrunde, wurde Ziaya von Trainer Rabah Saâdane in den Kader für die Fußball-Afrikameisterschaft 2010 in Angola berufen. Am 12. Januar 2010 bestritt er im Gruppenspiel gegen Malawi sein A-Länderspieldebüt, als er in der 63. Minute als Einwechselspieler aufs Feld kam. Bisher kam Ziaya in sechs Länderspielen zum Einsatz.

## Erfolge
ES Sétif
- UAFA Cup: 2006/07, 2007/08
- Algerische Meisterschaft: 2006/07, 2008/09, 2014/15
- North African Cup of Champions: 2009
- CAF Confederation Cup: 2009
- CAF Champions League: 2014

Al-Ittihad Dschidda
- Saudi Champions Cup: 2010

USM Algier
- Algerischer Pokal: 2012/13
- Algerische Meisterschaft: 2013/14

## Auszeichnungen
- Torschützenkönig des CAF Confederation Cups: 2009 (15 Tore)